# Circoscrizione Basilicata (Camera dei deputati)
La circoscrizione Basilicata è una circoscrizione elettorale italiana per l'elezione della Camera dei deputati.

## Storia e territorio
La circoscrizione venne istituita dalla legge Mattarella (legge 4 agosto 1993, n. 277) e sostituiva la precedente circoscrizione Potenza-Matera (o collegio di Potenza) in vigore per tutte le elezioni politiche in Italia dal 1948 al 1992. Fu confermata nelle successive legge Calderoli (legge 21 dicembre 2005, n. 270) e legge Rosato (legge 3 novembre 2017, n. 165).
Il territorio della circoscrizione coincide all'intera regione Basilicata.

## Dal 1993 al 2005
Con la legge Mattarella alla circoscrizione Basilicata spettavano 7 seggi, di cui 5 eletti con collegi uninominali a turno unico e 5 eletti con sistema proporzionale.
L'attribuzione dei primi 5 seggi avveniva in base a un sistema maggioritario a turno unico plurality: veniva eletto parlamentare il candidato che avesse riportato la maggioranza relativa dei suffragi nel collegio. I rimanenti 2 seggi erano invece assegnati con un metodo proporzionale. Pertanto l'elettore godeva di una scheda elettorale separata per l'attribuzione dei seggi residui, a cui accedevano solo i partiti che avessero superato la soglia di sbarramento nazionale del 4%. Il calcolo dei seggi spettanti a ciascuna lista veniva effettuata nel collegio unico nazionale mediante il metodo Hare dei quozienti naturali e dei più alti resti; tali seggi venivano poi ripartiti, in ragione delle percentuali delle singole liste a livello locale, fra le 26 circoscrizioni plurinominali in cui era suddiviso il territorio nazionale, e all'interno delle quali i singoli candidati - che potevano corrispondere a quelli presentatisi nei collegi uninominali - venivano proposti in un sistema di liste bloccate senza possibilità di preferenze. Il meccanismo era però integrato dal metodo dello scorporo, volto a dar compensazione ai partiti minori fortemente danneggiati dall'uninominale: successivamente alla determinazione della soglia di sbarramento, ma antecedentemente al riparto dei seggi, alle singole liste venivano decurtati tanti voti quanti ne erano serviti a far eleggere i vincitori nell'uninominale - cioè i voti del secondo classificato più uno - i quali erano obbligati a collegarsi a una lista circoscrizionale.

### Collegi uninominali
| Mappa | Collegio    | Comuni |
| ----- | ----------- | --- |
|       | 1. Potenza  | - Abriola - Albano di Lucania - Anzi - Avigliano - Balvano - Baragiano - Bella - Brindisi Montagna - Campomaggiore - Castelmezzano - Picerno - Pietrapertosa - Pignola - Potenza - Ruoti - San Chirico Nuovo - Sant'Angelo Le Fratte - Savoia di Lucania - Tito - Tolve - Trivigno - Vaglio Basilicata - Vietri di Potenza |
|       | 2. Melfi    | - Acerenza - Atella - Banzi - Barile - Cancellara - Castelgrande - Filiano - Forenza - Genzano di Lucania - Ginestra - Lavello - Maschito - Melfi - Montemilone - Muro Lucano - Oppido Lucano - Palazzo San Gervasio - Pescopagano - Pietragalla - Rapolla - Rapone - Rionero in Vulture - Ripacandida - Ruvo del Monte - San Fele - Venosa |
|       | 3. Matera   | - Accettura - Calciano - Ferrandina - Garaguso - Grassano - Grottole - Irsina - Matera - Miglionico - Montescaglioso - Oliveto Lucano - Pomarico - Salandra - San Mauro Forte - Tricarico |
|       | 4. Pisticci | - Aliano - Bernalda - Calvera - Carbone - Castronuovo di Sant'Andrea - Cersosimo - Chiaromonte - Cirigliano - Colobraro - Craco - Fardella - Francavilla in Sinni - Gorgoglione - Montalbano Jonico - Noepoli - Nova Siri - Pisticci - Policoro - Rotondella - San Costantino Albanese - San Giorgio Lucano - San Paolo Albanese - San Severino Lucano - Scanzano Jonico - Senise - Stigliano - Teana - Terranova di Pollino - Tursi - Valsinni                                                                                               |
|       | 5. Lauria   | - Armento - Brienza - Calvello - Castelluccio Inferiore - Castelluccio Superiore - Castelsaraceno - Corleto Perticara - Episcopia - Gallicchio - Grumento Nova - Guardia Perticara - Lagonegro - Latronico - Laurenzana - Lauria - Maratea - Marsico Nuovo - Marsicovetere - Missanello - Moliterno - Montemurro - Nemoli - Paterno - Rivello - Roccanova - Rotonda - San Chirico Raparo - San Martino d'Agri - Sant'Arcangelo - Sarconi - Sasso di Castalda - Satriano di Lucania - Spinoso - Tramutola - Trecchina - Viggianello - Viggiano |

### XII legislatura

#### Risultati elettorali
| Coalizioni                      | Liste                              | Proporzionale | Proporzionale | Proporzionale | Maggioritario | Maggioritario | Maggioritario |
| Coalizioni                      | Liste                              | Voti          | %             | Seggi         | Voti          | %             | Seggi         |
| ------------------------------- | ---------------------------------- | ------------- | ------------- | ------------- | ------------- | ------------- | ------------- |
| Progressisti                    | Partito Democratico della Sinistra | 81.081        | 23,21         | -             | 138.784       | 40,22         | 4             |
| Progressisti                    | Partito Socialista Italiano        | 29.986        | 8,58          | -             | 138.784       | 40,22         | 4             |
| Progressisti                    | Rifondazione Comunista             | 26.136        | 7,48          | -             | 138.784       | 40,22         | 4             |
| Progressisti                    | La Rete                            | 12.165        | 3,48          | -             | 138.784       | 40,22         | 4             |
| Progressisti                    | Federazione dei Verdi              | 11.153        | 3,19          | -             | 138.784       | 40,22         | 4             |
| Polo del Buon Governo           | Alleanza Nazionale                 | 59.282        | 16,97         | 1             | 114.237       | 33,10         | 1             |
| Polo del Buon Governo           | Forza Italia                       | 40.659        | 11,64         | -             | 114.237       | 33,10         | 1             |
| Patto per l'Italia              | Partito Popolare Italiano          | 68.412        | 19,59         | 1             | 85.930        | 24,90         | -             |
| Socialdemocrazia per le Libertà | Socialdemocrazia per le Libertà    | 10.041        | 2,87          | -             | N.D.          | N.D.          | N.D.          |
| Insieme per Cambiare            | Insieme per Cambiare               | 4.588         | 1,31          | -             | 3.723         | 1,08          | -             |
| Unione Mediterranea             | Unione Mediterranea                | 3.064         | 0,88          | -             | 2.407         | 0,70          | -             |
| Autonomia Socialista            | Autonomia Socialista               | 2.720         | 0,78          | -             | N.D.          | N.D.          | N.D.          |
| Totale                          | Totale                             | 349.287       |               | 2             | 345.081       |               | 5             |

#### Eletti

##### Parte proporzionale
| Partito Popolare Italiano | Alleanza Nazionale |
| ------------------------- | ------------------ |
|                           |                    |
| - Angelo Sanza            | - Mario Venezia    |

##### Parte maggioritaria
Eletti nei Progressisti (PDS - PRC - FdV - PSI - Rete - AD - CS)
     Eletti nel Polo del Buon Governo (FI - AN - CCD - UdC - PLD)
| Collegio    | Deputato | Deputato                   | Partito |
| ----------- | -------- | -------------------------- | ------- |
| 1. Potenza  |          | Magda Cornacchione Milella | AD      |
| 2. Melfi    |          | Donato Pace                | PSI     |
| 3. Matera   |          | Luigi Porcari              | PSI     |
| 4. Pisticci |          | Francesco Michele Barra    | AN      |
| 5. Lauria   |          | Valerio Mignone            | PDS     |

### XIII legislatura

#### Risultati elettorali
| Coalizioni            | Liste                              | Proporzionale | Proporzionale | Proporzionale | Maggioritario | Maggioritario | Maggioritario |
| Coalizioni            | Liste                              | Voti          | %             | Seggi         | Voti          | %             | Seggi         |
| --------------------- | ---------------------------------- | ------------- | ------------- | ------------- | ------------- | ------------- | ------------- |
| L'Ulivo               | Partito Democratico della Sinistra | 80.554        | 23,51         | -             | 145.301       | 43,21         | 4             |
| L'Ulivo               | Popolari per Prodi                 | 42.408        | 12,38         | 1             | 145.301       | 43,21         | 4             |
| L'Ulivo               | Rinnovamento Italiano              | 18.975        | 5,54          | -             | 145.301       | 43,21         | 4             |
| L'Ulivo               | Federazione dei Verdi              | 7.747         | 2,26          | -             | 145.301       | 43,21         | 4             |
| Polo per le Libertà   | Forza Italia                       | 62.316        | 18,19         | -             | 141.317       | 42,02         | 1             |
| Polo per le Libertà   | Alleanza Nazionale                 | 49.112        | 14,33         | 1             | 141.317       | 42,02         | 1             |
| Polo per le Libertà   | CCD-CDU                            | 33.296        | 9,72          | -             | 141.317       | 42,02         | 1             |
| Progressisti          | Rifondazione Comunista             | 33.909        | 9,90          | -             | 29.018        | 8,63          | -             |
| Fiamma Tricolore      | Fiamma Tricolore                   | 6.968         | 2,03          | -             | 13.404        | 3,99          | -             |
| Lista Pannella-Sgarbi | Lista Pannella-Sgarbi              | 4.987         | 1,46          | -             | 3.361         | 1,00          | -             |
| Mani Pulite           | Mani Pulite                        | 2.386         | 0,70          | -             | 3.900         | 1,16          | -             |
| Totale                | Totale                             | 342.658       |               | 2             | 336.301       |               | 5             |

#### Eletti

##### Parte proporzionale
| Alleanza Nazionale    | Popolari per Prodi |
| --------------------- | ------------------ |
|                       |                    |
| - Alessandro Galeazzi | - Antonio Boccia   |

##### Parte maggioritaria
Eletti nell'Ulivo (PDS - P-S-P-U-P - RI - FdV)
     Eletti nel Polo per le Libertà (FI - AN - CCD-CDU)
| Collegio    | Deputato | Deputato                       | Partito  |
| ----------- | -------- | ------------------------------ | -------- |
| 1. Potenza  |          | Giuseppe Molinari              | PPI      |
| 2. Melfi    |          | Nicola Pagliuca                | FI       |
| 3. Matera   |          | Vincenzo Sica                  | PDS      |
| 4. Pisticci |          | Domenico Izzo                  | PPI      |
| 5. Lauria   |          | Gianni Pittella (fino al 1999) | PDS (FL) |
| 5. Lauria   |          | Antonio Luongo (dal 1999)      | DS       |

### XIV legislatura

#### Risultati elettorali
| Coalizioni             | Liste                   | Proporzionale | Proporzionale | Proporzionale | Maggioritario | Maggioritario | Maggioritario |
| Coalizioni             | Liste                   | Voti          | %             | Seggi         | Voti          | %             | Seggi         |
| ---------------------- | ----------------------- | ------------- | ------------- | ------------- | ------------- | ------------- | ------------- |
| Casa delle Libertà     | Forza Italia            | 88.653        | 25,63         | 1             | 128.154       | 36,29         | -             |
| Casa delle Libertà     | Alleanza Nazionale      | 32.087        | 9,28          | -             | 128.154       | 36,29         | -             |
| Casa delle Libertà     | Nuovo PSI               | 7.160         | 2,07          | -             | 128.154       | 36,29         | -             |
| L'Ulivo                | La Margherita           | 62.661        | 18,11         | 1             | 167.780       | 47,52         | 5             |
| L'Ulivo                | Democratici di Sinistra | 61.591        | 17,81         | -             | 167.780       | 47,52         | 5             |
| L'Ulivo                | Il Girasole             | 18.146        | 5,25          | -             | 167.780       | 47,52         | 5             |
| L'Ulivo                | Comunisti Italiani      | 8.035         | 2,32          | -             | 167.780       | 47,52         | 5             |
| Democrazia Europea     | Democrazia Europea      | 22.734        | 6,57          | -             | 32.434        | 9,19          | -             |
| Italia dei Valori      | Italia dei Valori       | 18.116        | 5,24          | -             | 17.400        | 4,93          | -             |
| Rifondazione Comunista | Rifondazione Comunista  | 15.465        | 4,47          | -             | N.D.          | N.D.          | N.D.          |
| Lista Emma Bonino      | Lista Emma Bonino       | 5.617         | 1,62          | -             | 4.175         | 1,18          | -             |
| Fiamma Tricolore       | Fiamma Tricolore        | 4.580         | 1,32          | -             | 3.157         | 0,89          | -             |
| Paese Nuovo            | Paese Nuovo             | 721           | 0,21          | -             | N.D.          | N.D.          | N.D.          |
| Abolizione Scorporo    | Abolizione Scorporo     | 351           | 0,10          | -             | N.D.          | N.D.          | N.D.          |
| Totale                 | Totale                  | 345.917       |               | 2             | 353.100       |               | 5             |

#### Eletti

##### Parte proporzionale
| Forza Italia       | La Margherita    |
| ------------------ | ---------------- |
|                    |                  |
| - Gianfranco Blasi | - Antonio Boccia |

##### Parte maggioritaria
Eletti nell'Ulivo (DS - DL - Il Girasole - PdCI)
| Collegio    | Deputato | Deputato          | Partito |
| ----------- | -------- | ----------------- | ------- |
| 1. Potenza  |          | Giuseppe Molinari | DL      |
| 2. Melfi    |          | Mario Lettieri    | DL      |
| 3. Matera   |          | Salvatore Adduce  | DS      |
| 4. Pisticci |          | Antonio Potenza   | DL      |
| 5. Lauria   |          | Antonio Luongo    | DS      |

## Dal 2005 al 2017
Con la legge elettorale Calderoli, alla circoscrizione Basilicata spettano 6 seggi eletti con sistema proporzionale.
Il sistema di assegnazione dei seggi avviene a seguito della attribuzione, nel collegio elettorale unico (escluso quindi la circoscrizione "estero"), di un premio di maggioranza di 340 seggi alla coalizione vincente a livello nazionale (con soglie di sbarramento, limitazioni ecc.) e alla successiva suddivisione dei seggi guadagnati da ogni lista fra le varie circoscrizioni, in proporzione ai voti ottenuti da ogni lista locale.
Nel compiere tale riparto, essendo fisso e immutabile il numero totale di seggi assegnati a ogni lista, può verificarsi la necessità di variare il numero di seggi originariamente attribuiti alle singole circoscrizioni elettorali.

### XV legislatura

#### Risultati elettorali
|                               | L'Ulivo                                           | 129 836 | 35,30 | 3 |  |  |  |  |  |
|                               | Partito della Rifondazione Comunista              | 20 645  | 5,61  | 1 |  |  |  |  |  |
|                               | Popolari UDEUR                                    | 17 698  | 4,81  | – |  |  |  |  |  |
|                               | Rosa nel Pugno                                    | 13 857  | 3,77  | – |  |  |  |  |  |
|                               | Federazione dei Verdi                             | 13 228  | 3,60  | – |  |  |  |  |  |
|                               | Italia dei Valori                                 | 10 363  | 2,82  | – |  |  |  |  |  |
|                               | Partito dei Comunisti Italiani                    | 9 247   | 2,51  | – |  |  |  |  |  |
|                               | I Socialisti                                      | 4 633   | 1,26  | – |  |  |  |  |  |
|                               | Partito Pensionati                                | 1 466   | 0,40  | – |  |  |  |  |  |
|                               | Totale coalizione                                 | 220 973 | 60,08 | 4 |  |  |  |  |  |
|                               | Forza Italia                                      | 72 905  | 19,82 | 1 |  |  |  |  |  |
|                               | Alleanza Nazionale                                | 39 609  | 10,77 | 1 |  |  |  |  |  |
|                               | Unione dei Democratici Cristiani e di Centro      | 21 810  | 5,93  | – |  |  |  |  |  |
|                               | Lega Nord – MPA                                   | 3 379   | 0,92  | – |  |  |  |  |  |
|                               | Democrazia Cristiana per le Autonomie – Nuovo PSI | 2 545   | 0,69  | – |  |  |  |  |  |
|                               | Fiamma Tricolore                                  | 2 402   | 0,65  | – |  |  |  |  |  |
|                               | Alternativa Sociale                               | 1 690   | 0,46  | – |  |  |  |  |  |
|                               | Pensionati Uniti                                  | 905     | 0,25  | – |  |  |  |  |  |
|                               | Totale coalizione                                 | 145 245 | 39,49 | 2 |  |  |  |  |  |
|                               | Terzo Polo                                        | 1 586   | 0,43  | – |  |  |  |  |  |
| Totale                        | Totale                                            | 367 804 | 100   | 6 |  |  |  |  |  |
|                               |                                                   |         |       |   |  |  |  |  |  |
| Voti non validi               | Voti non validi                                   | 19 958  | 5,15  |   |  |  |  |  |  |
| Votanti                       | Votanti                                           | 387 762 | 80,29 |   |  |  |  |  |  |
| Elettori                      | Elettori                                          | 482 972 |       |   |  |  |  |  |  |
|                               |                                                   |         |       |   |  |  |  |  |  |
| Fonte: Ministero dell'interno |                                                   |         |       |   |  |  |  |  |  |

#### Eletti
| L'Ulivo                                                                 | Partito della Rifondazione Comunista    | Forza Italia                      | Alleanza Nazionale                                         |
| ----------------------------------------------------------------------- | --------------------------------------- | --------------------------------- | ---------------------------------------------------------- |
|                                                                         |                                         |                                   |                                                            |
| - → Romano Prodi - Antonio Luongo - Salvatore Margiotta - Giorgio Carta | - → Fausto Bertinotti - Angela Lombardi | - → Silvio Berlusconi - Elio Vito | - → Gianfranco Fini - → Maurizio Gasparri - Donato Lamorte |

1. ↑  Opta per la circoscrizione Emilia-Romagna
2. ↑  Opta per la circoscrizione Piemonte 2
3. ↑  Opta per la circoscrizione Campania 1
4. ↑  Opta per la circoscrizione Emilia-Romagna
5. ↑  Opta per la circoscrizione Calabria

### XVI legislatura

#### Risultati elettorali
|                               | Partito Democratico                   | 131 433 | 38,58 | 3 |  |  |  |  |  |
|                               | Italia dei Valori                     | 20 142  | 5,91  | – |  |  |  |  |  |
|                               | Totale coalizione                     | 151 575 | 44,49 | 3 |  |  |  |  |  |
|                               | Il Popolo della Libertà               | 125 323 | 36,79 | 3 |  |  |  |  |  |
|                               | Movimento per l'Autonomia             | 2 650   | 0,78  | – |  |  |  |  |  |
|                               | Totale coalizione                     | 127 973 | 37,57 | 3 |  |  |  |  |  |
|                               | Unione di Centro                      | 23 430  | 6,88  | – |  |  |  |  |  |
|                               | La Sinistra l'Arcobaleno              | 11 752  | 3,45  | – |  |  |  |  |  |
|                               | Partito Socialista                    | 9 642   | 2,83  | – |  |  |  |  |  |
|                               | La Destra - Fiamma Tricolore          | 7 830   | 2,30  | – |  |  |  |  |  |
|                               | Partito Comunista dei Lavoratori      | 2 348   | 0,69  | – |  |  |  |  |  |
|                               | Sinistra Critica                      | 1 836   | 0,54  | – |  |  |  |  |  |
|                               | Partito Liberale Italiano             | 1 515   | 0,44  | – |  |  |  |  |  |
|                               | Unione Democratica per i Consumatori  | 959     | 0,28  | – |  |  |  |  |  |
|                               | Associazione per la Difesa della Vita | 904     | 0,27  | – |  |  |  |  |  |
|                               | Per il Bene Comune                    | 893     | 0,26  | – |  |  |  |  |  |
| Totale                        | Totale                                | 340 657 | 100   | 6 |  |  |  |  |  |
|                               |                                       |         |       |   |  |  |  |  |  |
| Voti non validi               | Voti non validi                       | 22 445  | 6,18  |   |  |  |  |  |  |
| Votanti                       | Votanti                               | 363 102 | 75,38 |   |  |  |  |  |  |
| Elettori                      | Elettori                              | 481 715 |       |   |  |  |  |  |  |
|                               |                                       |         |       |   |  |  |  |  |  |
| Fonte: Ministero dell'interno |                                       |         |       |   |  |  |  |  |  |

#### Eletti
| Partito Democratico                                            | Il Popolo della Libertà                                                                       |
| -------------------------------------------------------------- | --------------------------------------------------------------------------------------------- |
|                                                                |                                                                                               |
| - Salvatore Margiotta - Antonio Luongo - Elisabetta Zamparutti | - → Silvio Berlusconi - → Gianfranco Fini - Donato Lamorte - Vincenzo Taddei - Giuseppe Moles |

1. ↑  Opta per la circoscrizione Molise
2. ↑  Opta per la circoscrizione Emilia-Romagna

### XVII legislatura

#### Risultati elettorali
|                               | Partito Democratico              | 79 631  | 25,68 | 3 |  |  |  |  |  |
|                               | Sinistra Ecologia Libertà        | 18 357  | 5,92  | 1 |  |  |  |  |  |
|                               | Centro Democratico               | 8 009   | 2,58  | – |  |  |  |  |  |
|                               | Totale coalizione                | 105 997 | 34,18 | 4 |  |  |  |  |  |
|                               | Il Popolo della Libertà          | 59 171  | 19,08 | 1 |  |  |  |  |  |
|                               | Fratelli d'Italia                | 7 397   | 2,39  | – |  |  |  |  |  |
|                               | La Destra                        | 3 329   | 1,07  | – |  |  |  |  |  |
|                               | Grande Sud – MPA                 | 3 137   | 1,01  | – |  |  |  |  |  |
|                               | Moderati in Rivoluzione          | 1 515   | 0,49  | – |  |  |  |  |  |
|                               | Intesa Popolare                  | 1 473   | 0,47  | – |  |  |  |  |  |
|                               | Lega Nord                        | 382     | 0,12  | – |  |  |  |  |  |
|                               | Totale coalizione                | 76 404  | 24,64 | 1 |  |  |  |  |  |
|                               | Movimento 5 Stelle               | 75 260  | 24,27 | 1 |  |  |  |  |  |
|                               | Scelta Civica                    | 24 569  | 7,92  | – |  |  |  |  |  |
|                               | Unione di Centro                 | 7 960   | 2,57  | – |  |  |  |  |  |
|                               | Futuro e Libertà per l'Italia    | 2 399   | 0,77  | – |  |  |  |  |  |
|                               | Totale coalizione                | 34 928  | 11,26 | – |  |  |  |  |  |
|                               | Rivoluzione Civile               | 7 394   | 2,38  | – |  |  |  |  |  |
|                               | Popolari Uniti                   | 2 992   | 0,96  | – |  |  |  |  |  |
|                               | Fare per Fermare il Declino      | 1 845   | 0,59  | – |  |  |  |  |  |
|                               | Partito Comunista dei Lavoratori | 1 720   | 0,55  | – |  |  |  |  |  |
|                               | Amnistia Giustizia Libertà       | 1 308   | 0,42  | – |  |  |  |  |  |
|                               | Fiamma Tricolore                 | 1 201   | 0,39  | – |  |  |  |  |  |
|                               | Io Amo l'Italia                  | 1 087   | 0,35  | – |  |  |  |  |  |
| Totale                        | Totale                           | 310 136 | 100   | 6 |  |  |  |  |  |
|                               |                                  |         |       |   |  |  |  |  |  |
| Voti non validi               | Voti non validi                  | 20 676  | 6,25  |   |  |  |  |  |  |
| Votanti                       | Votanti                          | 330 812 | 69,50 |   |  |  |  |  |  |
| Elettori                      | Elettori                         | 476 020 |       |   |  |  |  |  |  |
|                               |                                  |         |       |   |  |  |  |  |  |
| Fonte: Ministero dell'interno |                                  |         |       |   |  |  |  |  |  |

#### Eletti
| Partito Democratico                                  | Il Popolo della Libertà | Movimento 5 Stelle | Sinistra Ecologia Libertà           |
| ---------------------------------------------------- | ----------------------- | ------------------ | ----------------------------------- |
|                                                      |                         |                    |                                     |
| - Roberto Speranza - Vincenzo Folino - Maria Antezza | - Cosimo Latronico      | - Mirella Liuzzi   | - → Nichi Vendola - Antonio Placido |

1. ↑  Opta per la circoscrizione Puglia

## Dal 2017

### Collegi elettorali

#### Dal 2017 al 2020
Alla circoscrizione sono attribuiti 6 seggi: 2 sono assegnati mediante sistema maggioritario, all'interno di altrettanti collegi uninominali; 4 mediante sistema proporzionale, all'interno di un unico collegio plurinominale.
| Collegio plurinominale | Collegio plurinominale | Collegi uninominali          |
| ---------------------- | ---------------------- | ---------------------------- |
|                        | Basilicata - 01        | - 01 - Potenza - 02 - Matera |

#### Dal 2020
In seguito alla riforma costituzionale del 2020 in tema di riduzione del numero dei parlamentari, alla circoscrizione sono attribuiti 4 seggi: 1 è assegnato mediante sistema maggioritario, nell'ambito di un collegio uninominale; 3 mediante sistema proporzionale, all'interno di un unico collegio plurinominale.
| Collegio plurinominale | Collegio plurinominale | Collegi uninominali |
| ---------------------- | ---------------------- | ------------------- |
|                        | Basilicata - 01        | - 01 - Potenza      |

### XVIII legislatura

#### Risultati elettorali
|                            | Movimento 5 Stelle                          | 139 177 | 44,36 | 2 | 139 177 | 44,36 | 2 |  |  |
|                            | Forza Italia                                | 38 915  | 12,40 | 1 | 79 690  | 25,40 | – |  |  |
|                            | Lega                                        | 19 744  | 6,29  | – | 79 690  | 25,40 | – |  |  |
|                            | Fratelli d'Italia                           | 11 560  | 3,68  | – | 79 690  | 25,40 | – |  |  |
|                            | Noi con l'Italia – UDC                      | 9 471   | 3,02  | – | 79 690  | 25,40 | – |  |  |
|                            | Partito Democratico                         | 50 664  | 16,15 | 1 | 61 559  | 19,62 | – |  |  |
|                            | Civica Popolare                             | 3 842   | 1,22  | – | 61 559  | 19,62 | – |  |  |
|                            | +Europa                                     | 3 798   | 1,21  | – | 61 559  | 19,62 | – |  |  |
|                            | Italia Europa Insieme                       | 3 255   | 1,04  | – | 61 559  | 19,62 | – |  |  |
|                            | Liberi e Uguali                             | 20 220  | 6,44  | – | 20 220  | 6,44  | – |  |  |
|                            | Potere al Popolo!                           | 4 027   | 1,28  | – | 4 027   | 1,28  | – |  |  |
|                            | CasaPound                                   | 2 050   | 0,65  | – | 2 050   | 0,65  | – |  |  |
|                            | Il Popolo della Famiglia                    | 1 876   | 0,60  | – | 1 876   | 0,60  | – |  |  |
|                            | Partito Comunista                           | 1 512   | 0,48  | – | 1 512   | 0,48  | – |  |  |
|                            | Partito Valore Umano                        | 803     | 0,26  | – | 803     | 0,26  | – |  |  |
|                            | Blocco Nazionale per le Libertà (DC - IR)   | 791     | 0,25  | – | 791     | 0,25  | – |  |  |
|                            | 10 Volte Meglio                             | 738     | 0,24  | – | 738     | 0,24  | – |  |  |
|                            | Lista del Popolo per la Costituzione        | 686     | 0,22  | – | 686     | 0,22  | – |  |  |
|                            | Per una Sinistra Rivoluzionaria (SCR - PCL) | 649     | 0,21  | – | 649     | 0,21  | – |  |  |
| Totale                     | Totale                                      | 313 778 | 100   | 4 | 313 778 | 100   | 2 |  |  |
|                            |                                             |         |       |   |         |       |   |  |  |
| Schede bianche             | Schede bianche                              | 5 666   | 1,72  |   |         |       |   |  |  |
| Schede nulle               | Schede nulle                                | 9 673   | 2,94  |   |         |       |   |  |  |
| Votanti                    | Votanti                                     | 329 117 | 71,06 |   |         |       |   |  |  |
| Elettori                   | Elettori                                    | 463 147 |       |   |         |       |   |  |  |
|                            |                                             |         |       |   |         |       |   |  |  |
| Fonte: Camera dei deputati |                                             |         |       |   |         |       |   |  |  |

#### Eletti

##### Eletti nei collegi uninominali
Eletti nel Movimento 5 Stelle
| Collegio uninominale | Eletto | Eletto           | Partito |
| -------------------- | ------ | ---------------- | ------- |
| 01 - Potenza         |        | Salvatore Caiata | M5S     |
| 02 - Matera          |        | Gianluca Rospi   | M5S     |

1. ↑  Aderisce al gruppo misto, non iscritti; in data 20.04.2018 alla componente «MAIE-Movimento Associativo Italiani all'Estero-Sogno Italia»; in data 18.02.2019 torna nei non iscritti; in data 18.04.2019 aderisce alla componente «Sogno Italia-10 Volte Meglio»; in data 14.05.2019 a Fratelli d'Italia.
2. ↑  In data 03.01.2020 aderisce al gruppo misto; non iscritti; in data 06.05.2020 alla componente  «Popolo Protagonista-Alternativa Popolare (AP)-Partito Socialista Italiano (PSI)»; in data 26.01.2021 torna nei non iscritti; in data 10.02.2021 aderisce alla componente «Cambiamo!-Popolo Protagonista»; in data 27.05.2021 a Coraggio Italia; in data 18.11.2021 a Forza Italia - Berlusconi Presidente.

##### Eletti nei collegi plurinominali
| Collegio plurinominale | M5S                               | Partito Democratico | Forza Italia     |
| ---------------------- | --------------------------------- | ------------------- | ---------------- |
| Collegio plurinominale |                                   |                     |                  |
| Basilicata - 01        | - Mirella Liuzzi - Luciano Cillis | - Vito De Filippo   | - Michele Casino |

1. ↑  In data 21.06.2022 aderisce al gruppo Insieme per il Futuro.
2. ↑  In data 19.02.2019 aderisce a Italia Viva; in data 18.01.2021 torna nel Partito Democratico.

### XIX legislatura

#### Risultati elettorali
|                               | Fratelli d'Italia                                       | 44 419  | 18,17 | 1 | 93 634  | 38,31 | 1 |  |  |
|                               | Forza Italia                                            | 22 881  | 9,36  | – | 93 634  | 38,31 | 1 |  |  |
|                               | Lega per Salvini Premier                                | 21 904  | 8,96  | – | 93 634  | 38,31 | 1 |  |  |
|                               | Noi Moderati                                            | 4 430   | 1,81  | – | 93 634  | 38,31 | 1 |  |  |
|                               | Movimento 5 Stelle                                      | 61 113  | 25,00 | 1 | 61 113  | 25,00 | – |  |  |
|                               | Partito Democratico - Italia Democratica e Progressista | 37 171  | 15,21 | 1 | 52 778  | 21,59 | – |  |  |
|                               | Alleanza Verdi e Sinistra                               | 8 378   | 3,43  | – | 52 778  | 21,59 | – |  |  |
|                               | +Europa                                                 | 5 114   | 2,09  | – | 52 778  | 21,59 | – |  |  |
|                               | Impegno Civico – Centro Democratico                     | 2 115   | 0,87  | – | 52 778  | 21,59 | – |  |  |
|                               | Azione - Italia Viva                                    | 23 865  | 9,76  | – | 23 865  | 9,76  | – |  |  |
|                               | Unione Popolare                                         | 3 617   | 1,48  | – | 3 617   | 1,48  | – |  |  |
|                               | Italexit                                                | 3 520   | 1,44  | – | 3 520   | 1,44  | – |  |  |
|                               | Italia Sovrana e Popolare                               | 2 638   | 1,08  | – | 2 638   | 1,08  | – |  |  |
|                               | Partito Comunista Italiano                              | 2 304   | 0,94  | – | 2 304   | 0,94  | – |  |  |
|                               | Noi di Centro – Europeisti                              | 956     | 0,39  | – | 956     | 0,39  | – |  |  |
| Totale                        | Totale                                                  | 244 425 | 100   | 3 | 244 425 | 100   | 1 |  |  |
|                               |                                                         |         |       |   |         |       |   |  |  |
| Schede bianche                | Schede bianche                                          | 7 087   | 2,70  |   |         |       |   |  |  |
| Schede nulle                  | Schede nulle                                            | 11 008  | 4,19  |   |         |       |   |  |  |
| Votanti                       | Votanti                                                 | 262 520 | 58,77 |   |         |       |   |  |  |
| Elettori                      | Elettori                                                | 446 685 |       |   |         |       |   |  |  |
|                               |                                                         |         |       |   |         |       |   |  |  |
| Data: 25 settembre 2022       |                                                         |         |       |   |         |       |   |  |  |
| Fonte: Ministero dell'interno |                                                         |         |       |   |         |       |   |  |  |

#### Eletti

##### Eletti nei collegi uninominali
Eletti nella coalizione di coalizione di centro-destra (FdI - LSP - FI - NM)
| Collegio uninominale | Eletto | Eletto           | Partito |
| -------------------- | ------ | ---------------- | ------- |
| 01 - Potenza         |        | Salvatore Caiata | FdI     |

##### Eletti nei collegi plurinominali
| Collegio plurinominale | Fratelli d'Italia | M5S              | Partito Democratico - IDP |
| ---------------------- | ----------------- | ---------------- | ------------------------- |
| Collegio plurinominale |                   |                  |                           |
| Basilicata - 01        | - Aldo Mattia     | - Arnaldo Lomuti | - Vincenzo Amendola       |